# Palmares Paulista
Palmares Paulista é um município brasileiro do estado de São Paulo, situado na região noroeste do estado. Localiza-se a uma latitude 21º04'59" sul e a uma longitude 48º48'03" oeste, estando a uma altitude de 530 metros. A cidade tem uma população de 13.058 habitantes (IBGE/2018) e área de 91,1 km². Palmares Paulista pertence à Microrregião de Catanduva e a Mesorregião de São José do Rio Preto, estando a 412 km da Capital e 20 km de Catanduva. A cidade é conhecida por possuir uma empresa de água mineral que leva o nome da cidade.

## História
Realmente, no final do século XIX, a doação de quarenta alqueires de terras por Antônio Theodoro de Carvalho, considerado fundador do município, tendo construído, nesse patrimônio uma rústica capela em louvor a Nossa Senhora da Conceição do Cordão Escuro. Não havendo nas redondezas nenhuma povoação, o fundador, juntamente com outros moradores locais, promoveram a concentração de casas ao redor da capela, dando origem à Vila de Cordão Escuro. Ainda no final do  século XIX, começou a ser construído a estrada do Taboado, ligando Jaboticabal a São José do Rio Preto, até as barrancas do rio Paraná. Muitas vilas foram surgindo ao longo da mesma, e cordão Escuro, que ocupava essa posição, passou a constituir um ponto de escoadouro para a produção de café, então cultivado.
Com o desenvolvimento verificado, a Vila, que passou a denominar-se Palmares, foi elevada a Distrito do município de Monte Alto, Lei n° 1.107, de 02/12/1907. O prolongamento da Estrada de Ferro Araraquara S/A, de roteiro diferente da estrada do Taboado, levou as povoações a mudarem-se para as margens da ferrovia. No dia 08 de Dezembro é feriado municipal devido ao padroeira da cidade Imaculada Conceição.
O aniversário da cidade é no dia 8 de Dezembro.
A 1ª de abril de 1965, instala-se solenemente a Prefeitura Municipal de Palmares Paulista. Dois foram os períodos de sua evolução histórica: Palmares Antigo, abrangendo o Arraial do Cordão Escuro (de 1892 a 1907), o distrito de Palmares (de 1908 a 1944), o distrito de Jaguateí (de 1944 a 1958) e o distrito de Palmares Paulista (de 1958 a 1965); de Palmares Moderno, da instalação do município de Palmares Paulista, em abril de 1965 até os dias atuais.
Atualmente
A Cidade antes muito conhecida por acolher trabalhadores que vinham de outros estados, atualmente vem mudando muito esse perfil devido mecanização na lavoura. Atualmente a cidade está passando por um processo de reformas e construções de melhorias devido aos esforços do atual prefeito da cidade.
O Município possui uma estação própria de tratamento de esgoto e busca acolher novas Indústrias e Empresas para se instalarem na cidade, com projeto de construção de parques industriais e incentivo, contribuindo com o crescimento, qualidade de vida e maior geração de emprego para seus moradores. 
A cidade recém inaugurou uma praça com playground, pista de skate, campinhos de areias, quadra coberta etc e está reformando as duas principais praças, construindo novos bairros e escolas para mais conforto de sua população.
A cidade tem como principais eventos:
- o "Festival de Inverno" realizado desde 2014 no mês de agosto
- a "Festa do Peão" que já teve 50 edições até 2016
- a festa de "Aniversário da Cidade" - sempre em 8 de dezembro
- a festa de "Réveillon" em trinta e um de dezembro
A cidade também tem alguns feriados próprios:
- Dia 13/05 - Feriado de São Benedito
- Dia 20/11 - Feriado da Consciência Negra
- Dia 08/12 - Feriado do Aniversário da Cidade

## Geografia
Possui uma área de 911 km².

### Hidrografia
- Rio da Onça

### Clima
http://www.cpa.unicamp.br/outras-informacoes/clima_muni_398.html
| Latitude: 21g 2m Longitude: 48g 28m Altitude: 524 metros Classificação Climática de Koeppen: Aw |                       |                       |                       |            |
| MÊS                                                                                             | TEMPERATURA DO AR (C) | TEMPERATURA DO AR (C) | TEMPERATURA DO AR (C) | CHUVA (mm) |
| MÊS                                                                                             | mínima média          | máxima média          | média                 |            |
| JAN                                                                                             | 19.4                  | 30.7                  | 25.1                  | 245.3      |
| FEV                                                                                             | 19.5                  | 30.8                  | 25.2                  | 208.5      |
| MAR                                                                                             | 18.9                  | 30.7                  | 24.8                  | 158.8      |
| ABR                                                                                             | 16.4                  | 29.5                  | 22.9                  | 76.1       |
| MAI                                                                                             | 13.7                  | 27.8                  | 20.8                  | 56.1       |
| JUN                                                                                             | 12.5                  | 26.8                  | 19.6                  | 29.8       |
| JUL                                                                                             | 11.9                  | 27.1                  | 19.5                  | 23.6       |
| AGO                                                                                             | 13.5                  | 29.7                  | 21.6                  | 23.2       |
| SET                                                                                             | 15.6                  | 30.8                  | 23.2                  | 61.8       |
| OUT                                                                                             | 17.3                  | 30.9                  | 24.1                  | 111.9      |
| NOV                                                                                             | 17.9                  | 30.8                  | 24.4                  | 137.4      |
| DEZ                                                                                             | 18.9                  | 30.4                  | 24.7                  | 244.5      |
| Ano                                                                                             | 16.3                  | 29.7                  | 23.0                  | 1377.0     |
| Min                                                                                             | 11.9                  | 26.8                  | 19.5                  | 23.2       |
| Max                                                                                             | 19.5                  | 30.9                  | 25.2                  | 245.3      |

### Rodovias

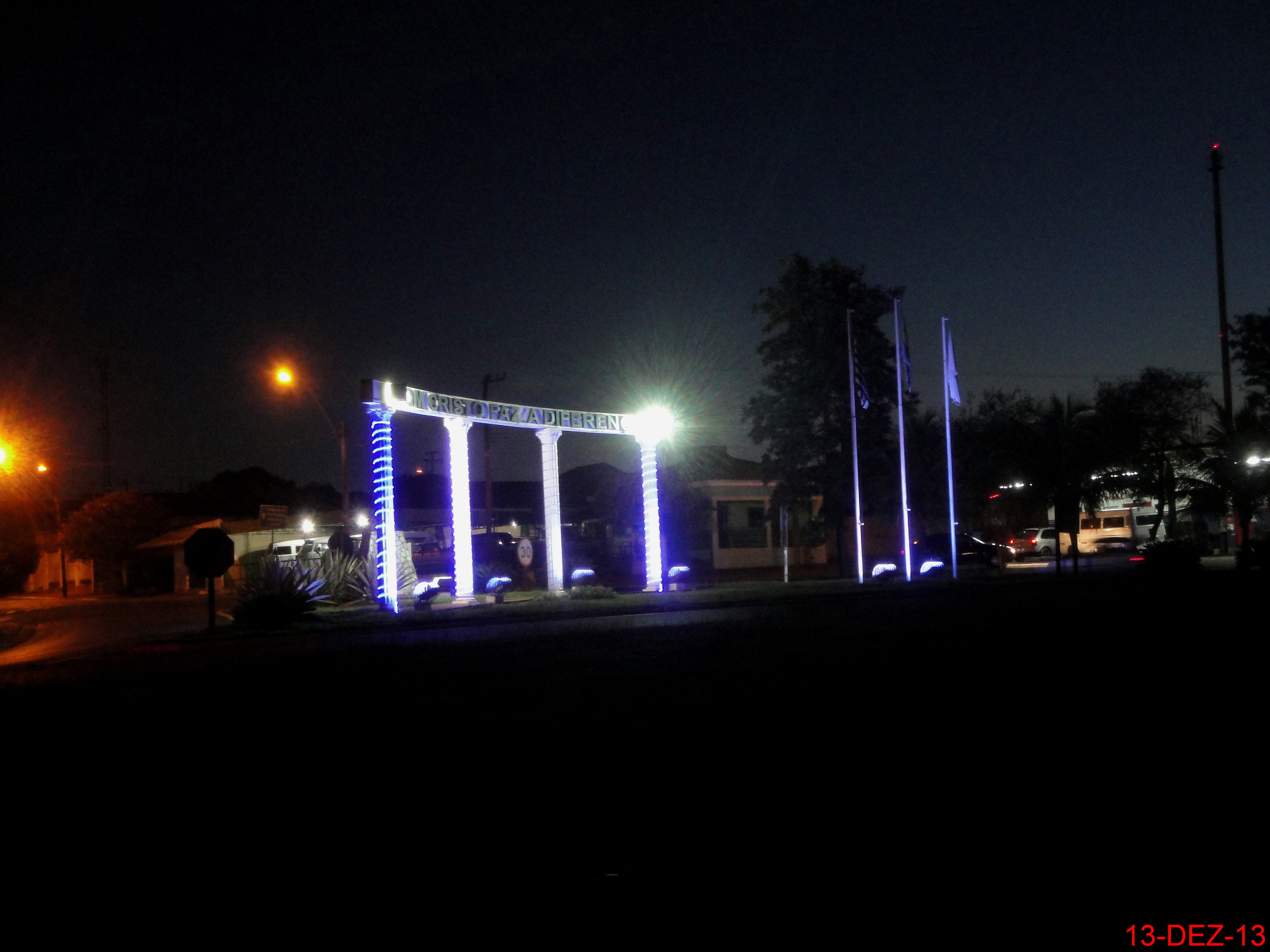
Entrada da cidade

- SP-351 - Rodovia Comendador Pedro Monteleone. (Rodovia da Laranja)
- Rodovia Vicinal Hermelindo Ruette de Oliveira
- SPA-196/351 - Rodovia Professor Antônio Ruete

### Distâncias
São Paulo (412km)
Rio de Janeiro (800km)
Brasília (744km)
São José do Rio Preto (80km)
Catanduva (20km)
Bebedouro (39,6km)

## Demografia

### População
| Crescimento populacional                             | Crescimento populacional | Crescimento populacional | Crescimento populacional |
| Ano                                                  | População Total          |                          | %±                       |
| ---------------------------------------------------- | ------------------------ | ------------------------ | ------------------------ |
| 1970                                                 | 3 105                    |                          | —                        |
| 1980                                                 | 4 266                    |                          | 37,4%                    |
| 1991                                                 | 7 321                    |                          | 71,6%                    |
| 2000                                                 | 8 437                    |                          | 15,2%                    |
| 2010                                                 | 10 934                   |                          | 29,6%                    |
| 2022                                                 | 9 650                    |                          | −11,7%                   |
| Est. 2024                                            | 9 709                    | [ 5 ]                    | 0,6%                     |
| Fontes: Censos Demográficos IBGE e Estimativas SEADE |                          |                          |                          |

### Dados demográficos
Dados do Censo - 2017
População total: 12730
- Urbana: 11330
- Rural: 1400
- Homens: 6958
- Mulheres: 5772

Densidade demográfica (hab./km²): 133,14
Dados do Censo - 2000
Mortalidade infantil até 1 ano (por mil): 13,79
Expectativa de vida (anos): 72,36
Taxa de fecundidade (filhos por mulher): 7,49
Taxa de alfabetização: 85,59%
Índice de Desenvolvimento Humano (IDH-M): 0,965
- IDH-M Renda: 0,671
- IDH-M Longevidade: 0,789
- IDH-M Educação: 0,834

(Fonte: IPEADATA)
Apresenta 97.6% de domicílios com esgotamento sanitário adequado, 98.4% de domicílios urbanos em vias públicas com arborização e 2% de domicílios urbanos em vias públicas com urbanização adequada (presença de bueiro, calçada, pavimentação e meio-fio). Quando comparado com os outros municípios do estado, fica na posição 79 de 645, 154 de 645 e 629 de 645, respectivamente. Já quando comparado a outras cidades do Brasil, sua posição é 89 de 5570, 320 de 5570 e 4094 de 5570, respectivamente.

## Economia
Principais setores: Agricultura, Agropecuária, Comércio.

## Infraestrutura

### Energia
- Energia Elétrica - CPFL - Companhia Paulista de Força e Luz

### Saneamento
- Água e Esgoto - SABESP- Companhia de Saneamento Básico do Estado de São Paulo

### Segurança Pública
- Polícia Militar
- Policia Civil
- Guarda Civil Municipal

### Comunicações

#### Telefonia Fixa
O sistema de telefones automáticos foi inaugurado na cidade em 1982 pela Telecomunicações de São Paulo (TELESP), que também implantou o sistema de discagem direta à distância (DDD) em 1982 com o código de área (0175).
Na década de 90 o código DDD da cidade foi alterado para (017), para padronização do sistema telefônico com a telefonia celular que estava sendo implantada em todo o estado.

#### Telefonia Móvel
Principais Operadoras:
- Oi
- Vivo
- Tim
- Claro

#### Internet
Principais Serviços:
- Internet Móvel
- Via Rádio
- Banda Larga
- Fibra Óptica

#### Rádio
- Rádio Conquista FM 105,9
- Jovem Pan Catanduva
- Nativa
- Ondas Verdes
- Rádio Difusora AM
- Band FM
- Rádio Atividade
- Bandeirantes AM
- Rádio União FM
- Rádio Comunidade FM
- Rádio Jornada FM 102,7

#### Imprensa
- Folha de Palmares
- Prefeitura de Palmares Paulista
- http://palmarespaulista.sp.gov.br/site/

### Educação
Em 2015, os alunos dos anos inicias da rede pública da cidade tiveram nota média de 6.3 no IDEB. Para os alunos dos anos finais, essa nota foi de 5.3. Na comparação com cidades do mesmo estado, a nota dos alunos dos anos iniciais colocava esta cidade na posição 255 de 645. Considerando a nota dos alunos dos anos finais, a posição passava a 90 de 645. A taxa de escolarização (para pessoas de 6 a 14 anos) foi de 98.2 em 2010. Isso posicionava o município na posição 286 de 645 dentre as cidades do estado e na posição 1768 de 5570 dentre as cidades do Brasil.
Entre as Principais Instituições de ensino do Município são:
E.E. João Gomieri Sobrinho
EMEF Vereador Antônio Humberto Gomieri
EMEF Vereador Raul de Carvalho
CEMEI Professora Santa Jullaito
EMEI Aristides Portugal Bernardes
CEI Carmen Ruette de Oliveira
E.E. Professora Aparecida Matilde Turim Baldo (ETI - Escola de Tempo Integral)
No que diz respeito a educação, a escola João Gomieri, foi um grande símbolo de progresso do município. A escola mais recente do município, é a "Professora Aparecida Matilde Turim Baldo", localizada na COHAB Ruette de Oliveira 3, e foi inaugurada oficialmente em 12 de abril de 2018, e começou a funcionar em 1° de fevereiro do mesmo ano. A escola segue o modelo ETI (Escola de Tempo Integral) e é a terceira desse padrão das 27 escolas estaduais da diretoria de ensino da região de Catanduva. Já a "João Gomieri Sobrinho" é de período regular, possuindo inclusive o período noturno, com o projeto EJA (Educação de Jovens e Adultos). 

### Saúde
Principais Serviços:
UBS Olavo Domingues (ESF 1)
UBS Vicente Ângelo Antignani (ESF 2 e 3)
Laboratório de Análise Clinica
Fisioterapia Municipal
Consultórios de Odontologia, Psicologia entre outros.

## Religião

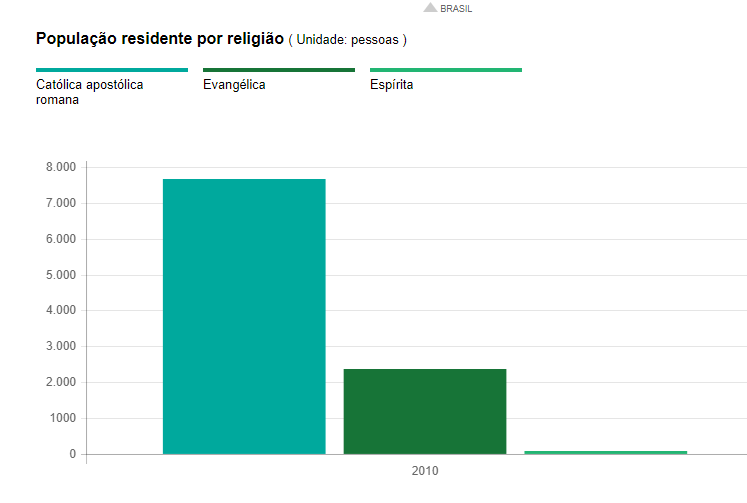
Gráfico por Religião

O Cristianismo se faz presente na cidade da seguinte forma:

### Igreja Católica
- A igreja (Paróquia Imaculada Conceição) faz parte da Diocese de Catanduva.[14]

### Igrejas Evangélicas
- Assembleia de Deus Ministério do Belém.[15][16]
- Congregação Cristã no Brasil.[17]
- Igreja Adventista
- Igreja Deus é Amor
- Igreja Universal do Reino de Deus
- Igreja Mundial do Poder de Deus